# Reinhold Biskup
Reinhold Biskup (* 4. Februar 1934 in Oppeln) ist ein deutscher Wirtschaftswissenschaftler und emeritierter Professor für Volkswirtschaftslehre, insbesondere Wirtschaftspolitik an der Universität Leipzig.

## Leben
Reinhold Biskup wurde 1934 in Oppeln, Oberschlesien geboren. Durch den Zweiten Weltkrieg war seine Familie gezwungen Schlesien zu verlassen, sodass Köln zu seiner neuen Heimat wurde. An der dortigen Universität begann er mit dem Studium der Volkswirtschaftslehre, was er mit seiner Promotion zum Dr. rer. pol. 1969 abschloss. Biskups Habilitation folgte 1974. Er war von 1960 bis 1977 auch als Assistent von Alfred Müller-Armack und als Mitarbeiter im Institut für Wirtschaftspolitik tätig. 1977 folgte er dem Ruf der Bundeswehruniversität Hamburg auf eine Stelle als Professor für Volkswirtschaftslehre, insbesondere Wirtschaftspolitik. Diese Stelle hatte er bis 1992 inne, als er zur Universität Leipzig wechselte und Leiter des hiesigen Instituts für Wirtschaftspolitik wurde. Dort wirke er bis zu seiner Emeritierung im Jahre 1999 an der Entwicklung des neugegründeten Instituts entscheidend mit. Seine Forschungsschwerpunkte lagen im Bereich der Volkswirtschaftslehre, insbesondere Wirtschaftspolitik und den internationalen Wirtschaftsbeziehungen.
Biskup war Mitunterzeichner des eurokritischen Manifests Die währungspolitischen Beschlüsse von Maastricht: Eine Gefahr für Europa (1992).